# Joseph Bendersky
Joseph W. Bendersky, vollständig Joseph William Bendersky (* 1946) ist ein US-amerikanischer Historiker. Bendersky wurde vor allem bekannt als Biograph des deutschen Staatsrechtlers Carl Schmitt.

## Leben und Wirken
Bendersky erwarb 1975 einen PhD-Grad an der Michigan State University. Gegenwärtig lehrt er an der Virginia Commonwealth University in Richmond.
Seine Forschungsschwerpunkte sind die neuere deutsche Geschichte, der Antisemitismus, der Holocaust und insbesondere der Rechtsgelehrte Carl Schmitt. Eine Biographie, die Bendersky über diesen verfasst hat, wurde unter anderem ins Italienische und ins Japanische übersetzt.
Zusätzlich zu seinen Buchveröffentlichungen hat Bendersky Aufsätze für Fachzeitschriften wie American Jewish History, Militärgeschichtliche Zeitschrift, das Journal of Contemporary History, Journal of the History of the Behavioral Sciences und Telos veröffentlicht. Darüber hinaus hat er eine amerikanische Übersetzung von Carl Schmitts rechtstheoretischem Werk Über die drei Arten des rechtswissenschaftlichen Denkens (1934) angefertigt und mit einem textkritischen Kommentierungsapparat ausgestattet.

## Schriften
Als Autor
- Carl Schmitt, Theorist for the Reich. Princeton University Press, Princeton 1983.
- The «Jewish threat»: anti-semitic politics of the U.S. Army. Basic Books, New York 2000.
- A Concise History of Nazi Germany. 4. Auflage. Rowman & Littlefield, Lanham 2014.

Als Übersetzer/Kommentator
- Carl Schmitt: On the Three Types of Juristic Thought, 2004.